# Europastraße 92
Die Europastraße 92 (kurz: E 92) ist eine von West nach Ost verlaufende Europastraße. Sie führt ausschließlich durch Griechenland durch die Regionen Epirus und Thessalien von Igoumenitsa auf der Festlandsseite der Meerenge von Korfu entlang der Autobahn A2, streckengleich mit der E90, nach Ioannina, von dort weiter über die Nationalstraße 6 nach Trikala (beginnend bei der Anschlussstelle Panagia, Teil der Gemeinde Trikala) über Larisa weiter, dann streckengleich mit der A1 bis zum Ort Velestino, dann über die A12 nach Volos am Pagasäischen Golf.
Die zukünftige A3, die nicht nur die E65 aufnehmen wird, soll die Strecke der E 92 von Mourgani ggf. auch direkt vom geplanten Dreieck Panagia bis Trikala aufnehmen.
Der Ausbaustandard entspricht nicht überall den Vorgaben des UNECE European Agreement on Main International Traffic Arteries (AGR), der rechtlichen Grundlage des Europastraßennetzwerks.